# Profumo-Affäre
Die Profumo-Affäre war ein politischer Skandal um den britischen Kriegsminister John Profumo in den Jahren 1962/63.

## Überblick
Profumo war Mitglied der Conservative Party und von 1960 bis 1963 Kriegsminister unter Harold Macmillan. Er war mit der Schauspielerin Valerie Hobson verheiratet. Skandaliert wurde seine Affäre mit der 28 Jahre jüngeren Christine Keeler. Profumo traf sie, zusammen mit seiner Frau und Freunden, am 8. Juli 1961 bei einer Party im Herrenhaus Cliveden von Lord Astor in Buckinghamshire. Auf dem Gelände wohnte zeitweilig in einem Cottage der Londoner Osteopath Stephen Ward. Außerhalb von London behandelte er hier seine prominente Klientel mit medizinischen Massagen und zugleich nutzte er diese Gelegenheiten, um bei Partys am gemeinsam mit dem Herrenhaus genutzten Swimmingpool junge Frauen, die eher aus einfachen Verhältnissen oder sogar dem Rotlicht-Milieu stammten, in die „besseren Kreise“ einzuführen. Dies in der Erwartung, durch solche Gefälligkeiten seine gut entlohnten heilpraktischen Dienstleistungen, aber auch Aufträge für Porträtzeichnungen zu akquirieren. An diesem Wochenende waren auch die Pole-Tänzerin Keeler und ihre Bekannte Mandy Rice-Davies unter den Gästen. Lord Astor hatte den pakistanischen Präsidenten Muhammed Ayub Khan zu Besuch und versprach diesem „a bit of fun“.
Die Affäre währte nur wenige Wochen. Als jedoch nach deren Beendigung durch Profumo Keeler 1962 eine engere Beziehung mit Jewgeni Iwanow, dem Marineattaché der sowjetischen Botschaft, einging und diese bekannt wurde, propagierte die Labour-Opposition ein vermeintliches Sicherheitsrisiko, was jedoch durch den offiziellen Bericht von Lord Alfred Denning an die Regierung vom 25. September 1963 widerlegt wurde. Der Bericht stellte fest, dass es nach diesen Erkenntnissen keinen sowjetischen Spionageauftrag für Keeler gab und Profumo auch keine Geheimnisse verraten hatte. Der angebliche Drahtzieher Ward wurde wegen „Lebensunterhalts aus unmoralischen Einkünften“ angeklagt und beging im Untersuchungsgefängnis einen Suizidversuch, dem er wenige Tage später, am 3. August, erlag. Keeler wurde lediglich des Meineids (und nie der Prostitution) für schuldig befunden und zu neun Monaten Gefängnis verurteilt. Für Profumo wurde der Verstoß gegen die engen Moralvorstellungen zum „Stolperstein“. Zu Fall brachte ihn jedoch seine Erklärung im März 1963 im Unterhaus, wonach es „nichts irgendwie Ungebührliches“ an der Beziehung mit Keeler gegeben habe. Er kündigte Verleumdungsklagen an, falls entsprechende Vorwürfe gegen ihn erhoben würden. Im Juni bekannte Profumo jedoch, das Parlament getäuscht zu haben, und trat am 5. Juni zurück.
Die Affäre belastete den Premierminister Harold Macmillan politisch und persönlich. Der 69-jährige Macmillan trat, vorgeblich aufgrund einer Prostata-Erkrankung, kurz nach der Profumo-Affäre im Oktober 1963 zurück und hoffte dadurch, das aufgrund des Skandals und der sichtbar gewordenen Doppelmoral in der Parteispitze schwindende Wählervertrauen in die Tories zurückzugewinnen. Die Bemühungen seines Nachfolgers Sir Alec Douglas-Home waren jedoch erfolglos und bei den nächsten Unterhauswahlen siegte die Labour-Partei. Dies wird als exemplarisch für die Wirkung politischer Skandale angesehen.

## Niederschlag in der Populärkultur

### Musik
Direkt nach Profumos Rücktritt veröffentlichte der britische Komiker Peter Sellers zusammen mit Joan Collins einen Song, der sich zehn Wochen in den Charts auf Platz 10 hielt und der im Wesentlichen aus den gehauchten Namen „Oh, Jack“ (dem Spitznamen von Profumo) und „Oh, Christine“ bestand und im vorgeschalteten Kommentar die Verballhornung von „war ministery“ zum ähnlich klingenden „whore ministery“ (Huren-Ministerium) benutzte.
Ebenfalls 1963 konnte die englische Schauspielerin Joyce Blair als Miss X mit Platz 37 einen Achtungserfolg in England verbuchen mit dem satirischen Lied My name is Christine, das deutliche Anspielungen auf die Affäre enthält.

1973 im Song Post World War Two Blues von Al Stewart heißt es: 

„… And one day Macmillan was coming downstairs / A voice in the dark caught him unawares / It was Christine Keeler blowing him a kiss / He said `I never believed it could happen like this/ But oh, every time I look at you/ I feel so low I don't know what to do/ Well every day just seems to bring bad news/ Leaves me here with the Post World War Two Blues”.“

Auf die Profumo-Affäre spielt auch der Singer-Song-Writer Billy Joel 1989 in We Didn’t Start the Fire an. In der zehnten Strophe zu den wichtigen Ereignissen von 1962 lautet es „Pope Paul, Malcolm X, British politician sex“.

### Show und Film
Um Profumos Parlamentssitz bewarb sich (erfolglos) der Rockmusiker Screaming Lord Sutch, der mit seiner „National Teenage Party“ und damals absurd klingenden Forderungen kandidierte wie der Herabsetzung des Wahlalters auf 18 Jahre und der Liberalisierung der Pub-Öffnungszeiten. Keelers Freundin Mandy Rice-Davies trat bei ihm im Piratensender Radio Sutch auf und las aus dem damals als pornografisch angesehenen Roman Lady Chatterley.
Einige der Aspekte der Profumo-Affäre wurden 1989 in dem Film Scandal geschildert. Protagonisten sind John Hurt als Stephen Ward und Joanne Whalley als Christine Keeler. Die Rolle des John Profumo, der im Film eine Nebenrolle einnimmt, übernahm Ian McKellen.
Im Jahr 2007 führte das Londoner Greenwich Theatre das Musical A Model Girl auf, das die Ereignisse der Affäre aus Sicht Keelers darstellte.
2013 hatte das Musical Stephen Ward von Andrew Lloyd Webber am Londoner West End Premiere.
Auf die Vorgänge um die Profumo-Affäre herum spielte in einer Folge die britischen Fernsehserie The Crown an.